# 道の駅みろく
道の駅みろく（みちのえき みろく）は、香川県さぬき市にある香川県道10号高松長尾大内線の道の駅である。

## 施設
- 駐車場
  - 普通車：52台
  - 大型車：4台
  - 身障者用：2台
- トイレ
  - 男：11器
  - 女：10器
  - 身障者用：1器
- 公衆電話
- 1階 ベーカリー（8:30 - 17:00）
- 2階 カフェ（11:00 - 17:00）
- 情報コーナー

## 休館日
- 毎週水曜日

## アクセス
- 香川県道10号高松長尾大内線 - 登録路線
  - 香川県道2号津田川島線
  - 香川県道133号富田中津田線

## 周辺
- 富田茶臼山古墳
- みろく自然公園